# (15716) Narahara
(15716) Narahara est un astéroïde de la ceinture principale.

## Description
(15716) Narahara est un astéroïde de la ceinture principale. Il fut découvert le 29 novembre 1989 à Kitami par Atsushi Takahashi et Kazuro Watanabe. Il présente une orbite caractérisée par un demi-grand axe de 2,77 UA, une excentricité de 0,19 et une inclinaison de 15,2° par rapport à l'écliptique.

## Compléments